# Milzukalns
Milzukalns är en kulle i Lettland.   Den ligger i Tukums kommun, i den västra delen av landet, 50 km väster om huvudstaden Riga. Toppen på Milzukalns är 104 meter över havet.